# Here's Hope!
| Recensione | Giudizio |
| ---------- | -------- |
| AllMusic   |          |

Here's Hope! è un album a nome Elmo Hope Trio, pubblicato dall'etichetta discografica Celebrity Records nel febbraio del 1962.

## Tracce

### LP
Lato A (CEL-209-A)
Musiche di Elmo Hope.
1. Hot Sauce – 3:35
2. When the Groove Is Low – 4:58
3. De-Dah – 4:26

Lato B (CEL-209-B)
Musiche di Elmo Hope.
1. Abdula – 3:42
2. Freffie – 3:36
3. Stars Over Marakesh – 6:43

## Formazione
Elmo Hope Trio
- Elmo Hope – piano
- Paul Chambers – contrabbasso
- Philly Joe Jones – batteria

Note aggiuntive
- Joe Davis – produttore
- Josè Abarrientos – note retrocopertina album originale[2]